# جانی ریورز
جانی ریورز (انگلیسی: Johnny Rivers؛ زادهٔ ۷ نوامبر ۱۹۴۲) یک موسیقی‌دان اهل ایالات متحده آمریکا است. وی از سال ۱۹۵۶ میلادی تاکنون مشغول فعالیت بوده‌است.